# Джон Вердън
Джон Вердън (на английски: John Verdon) е американски писател на бестселъри в жанра трилър.

## Биография и творчество
Джон Вердън е роден през 1942 г. в Бронкс, Ню Йорк, САЩ. Още в училище показва талант за писане.
След завършването на колежа на университета „Форхем“ се занимава с каскадьорство, бойни изкуства и спортни автомобили. Желанието му да бъде писател го води в рекламната индустрия, където пише реклами и заема няколко ръководни длъжности в рекламни фирми в Манхатън за период от 32 г., от 60-те до 90-те години. През 90-те години се пенсионира от рекламата, учи дървообработване и в продължение на 10 години изработва мебели в стил „Шейкър“ от 18 век. След като втората му съпруга Наоми напуска работа си като учител в Ню Йорк, те се преместват да живеят в северната част на щата.
След преместването си започва да чете много криминална литература, от класиците на жанра до модерните съвременни автори. По предложение на жена си решава да опита да реализира младежката си мечта и в продължение на 2 години пише първата си книга.
Трилърът „Намисли си число“ от поредицата „Дейв Гърни“ излиза през 2010 г. Главен герой е пенсионираният нюйоркски детектив Дейв Гърни, който е специалист по разкриване на серийни убийци и разрешаване на криминални загадки. Романът е много успешен и става бестселър в САЩ, а заедно с втората част, „Затвори очи“, и международен бестселър.
Произведенията на писателя са преведени на над 20 езика и са издадени по целия свят.
Джон Вердън живее в Кю Гардънс, в предпланинските райони на планината Катскил в северната част на щат Ню Йорк.

## Произведения

### Серия „Дейв Гърни“ (Dave Gurney)
1. Think of a Number (2010)
Намисли си 4исло, изд.: „Софтпрес“, София (2010), прев. Яна Маркова
2. Shut Your Eyes Tight (2011)
Затвори очи, изд.: „Софтпрес“, София (2012), прев. Яна Маркова
3. Let the Devil Sleep (2012)
Не дърпай дявола за опашката, изд.: „Софтпрес“, София (2013), прев. Яна Маркова
4. Peter Pan Must Die (2014)
Питър Пан трябва да умре, изд.: „Софтпрес“, София (2014), прев. Паулина Мичева
5. Wolf Lake (2016)
Не заспивай, изд.: „Софтпрес“, София (2017), прев. Марин Загорчев
6. White River Burning (2018)
Запали реката, изд.: „Софтпрес“, София (2018), прев. Елена Павлова
7. On Harrow Hill (2021)
Стой далеч от Хароу Хил, изд.: „Софтпрес“, София (2021), прев. Мартин Загорчев
8. The Viper (2023)
Змийско гнездо, изд.: „Софтпрес“, София (2024), прев. Марин Загорчев